# Gaston Legrand
Louis Joseph Gaston Legrand (Parigi, 12 luglio 1851 – Parigi, 2 marzo 1905) è stato un tiratore a volo francese.

## Carriera
Partecipò alle Olimpiadi 1900 di Parigi dove arrivò diciannovesimo nella gara di fossa olimpica.